# جان اس. مایو
جان اس. مایو (انگلیسی: John S. Mayo؛ زادهٔ ۲۶ فوریهٔ ۱۹۳۰) مهندس است.
وی همچنین برندهٔ جوایزی همچون مدال الکساندر گراهام بل آی‌تریپل‌ئی، عضو پیوسته انجمن مهندسان برق و الکترونیک، و مدال ملی فناوری و نوآوری شده‌است.